# Olympische Sommerspiele 2012/Gewichtheben – Federgewicht (Männer)
Das Gewichtheben der Männer in der Klasse bis 62 kg (Federgewicht) bei den Olympischen Spielen 2012 in London fand am 30. Juli 2012 im ExCeL Exhibition Centre statt. Es traten 15 Sportler aus 13 Ländern an.
Der Wettbewerb bestand aus zwei Teilen: Reißen (Snatch) und Stoßen (Clean and Jerk). Die Teilnehmer traten in zwei Gruppen zuerst im Reißen an, bei dem sie drei Versuche hatten. Wer ohne gültigen Versuch blieb, schied aus. Im Stoßen hatte wieder jeder Starter drei Versuche. Der Sportler mit dem höchsten zusammenaddierten Gewicht gewann. Im Falle eines Gleichstandes gab das geringere Körpergewicht den Ausschlag.

## Titelträger
| Weltmeister   | Reißen    | Kim Un-guk       | 150 kg | WM 2011 in Paris |
| Weltmeister   | Stoßen    | Zhang Jie        | 176 kg | WM 2011 in Paris |
| Weltmeister   | Zweikampf | Zhang Jie        | 321 kg | WM 2011 in Paris |
| Olympiasieger | Zweikampf | Zhang Xiangxiang | 319 kg | Peking 2008      |

## Bestehende Rekorde
| Weltrekord    | Reißen    | Shi Zhiyong      | 153 kg | Izmir, Türkei       | 28. Juni 2002      |
| Weltrekord    | Stoßen    | Le Maosheng      | 182 kg | Busan, Südkorea     | 2. Oktober 2002    |
| Weltrekord    | Zweikampf | Zhang Jie        | 326 kg | Kanazawa, Japan     | 28. April 2008     |
| Olympiarekord | Reißen    | Shi Zhiyong      | 152 kg | Athen, Griechenland | 16. August 2004    |
| Olympiarekord | Stoßen    | Zhang Xiangxiang | 176 kg | Peking, China       | 10. August 2008    |
| Olympiarekord | Zweikampf | Nikolaj Pešalov  | 325 kg | Sydney, Australien  | 17. September 2000 |

## Zeitplan
- Gruppe A: 30. Juli 2012, 10:00 Uhr
- Gruppe B: 30. Juli 2012, 19:00 Uhr

## Endergebnis
| Platz | Sportler              | Land                               | Gruppe | Körper- gewicht | Reißen (kg) | Reißen (kg) | Reißen (kg) | Reißen (kg) | Stoßen (kg) | Stoßen (kg) | Stoßen (kg) | Stoßen (kg) | Zweikampf |
| Platz | Sportler              | Land                               | Gruppe | Körper- gewicht | 1           | 2           | 3           | Ergebnis    | 1           | 2           | 3           | Ergebnis    | Zweikampf |
| ----- | --------------------- | ---------------------------------- | ------ | --------------- | ----------- | ----------- | ----------- | ----------- | ----------- | ----------- | ----------- | ----------- | --------- |
| 1     | Kim Un-guk            | Nordkorea                          | A      | 61,77           | 145         | 150         | 153         | 153         | 170         | 174         | 174         | 174         | 327       |
| 2     | Óscar Figueroa        | Kolumbien                          | A      | 61,77           | 137         | 140         | 142         | 140         | 177         | 177         | 177         | 177         | 317       |
| 3     | Eko Yuli Irawan       | Indonesien                         | A      | 61,89           | 138         | 142         | 145         | 145         | 168         | 168         | 172         | 172         | 317       |
| 4     | Zhang Jie             | China                              | A      | 61,86           | 140         | 145         | 145         | 145         | 174         | 178         | 178         | 174         | 314       |
| 5     | Hurşit Atak           | Türkei                             | A      | 61,93           | 130         | 134         | 134         | 130         | 166         | 166         | 172         | 172         | 302       |
| 6     | Ümürbek Bazarbaýew    | Turkmenistan                       | A      | 61,95           | 135         | 135         | 139         | 135         | 162         | 165         | 167         | 167         | 302       |
| 7     | Muhammad Hasbi        | Indonesien                         | B      | 61,81           | 130         | 135         | 138         | 138         | 163         | 171         | 171         | 163         | 301       |
| 8     | Ahmed Saad            | Ägypten                            | B      | 61,63           | 125         | 130         | 130         | 130         | 158         | 162         | 165         | 162         | 292       |
| 9     | Manuel Minginfel      | Föderierte Staaten von Mikronesien | B      | 61,86           | 122         | 127         | 130         | 127         | 158         | 158         | 158         | 158         | 285       |
| 10    | Julio César Salamanca | El Salvador                        | B      | 61,03           | 110         | 115         | 115         | 110         | 150         | 150         | 155         | 150         | 260       |
| 11    | Tuau Lapua Lapua      | Tuvalu                             | B      | 61,62           | 104         | 108         | 111         | 108         | 126         | 131         | 135         | 135         | 243       |
| 12    | Charles Ssekyaaya     | Uganda                             | B      | 61,47           | 100         | 105         | 108         | 105         | 130         | 135         | 140         | 130         | 235       |
| 13    | Stevick Patris        | Palau                              | B      | 61,34           | 100         | 104         | 108         | 104         | 125         | 130         | 132         | 130         | 234       |
| —     | Ju Hun-min            | Südkorea                           | A      | 61,57           | 135         | 140         | 142         | 135         | 160         | 165         | 165         | —           | DNF       |
| —     | Erol Bilgin           | Türkei                             | A      | 61,90           | 135         | 139         | 140         | —           | 165         | 165         | 169         | —           | DSQ       |

- Sieger Kim Un-guk (PRK) erkämpfte den ersten Olympiasieg Nordkoreas in dieser Gewichtsklasse.
- Óscar Figueroa (COL) gewann die Silbermedaille aufgrund seines geringeren Körpergewichts.
- Erol Bilgin wurde nachträglich wegen positiver Dopingproben disqualifiziert.[1]

## Neue Rekorde
| Reißen    | 153 kg | Kim Un-guk     | OR |
| Stoßen    | 177 kg | Óscar Figueroa | OR |
| Zweikampf | 327 kg | Kim Un-guk     | WR |